# Liste der Landschaftsschutzgebiete im Landkreis Neunkirchen
Die Liste der Landschaftsschutzgebiete im Landkreis Neunkirchen enthält die Landschaftsschutzgebiete des Landkreises Neunkirchen im Saarland.
| Bild           | Nummer    | Bezeichnung des Gebietes                                        | Fläche in Hektar | WDPA-ID | Koordinaten | Gemeinde(n)/Landkreis | Datum der Verordnung | Fundstelle |
| -------------- | --------- | --------------------------------------------------------------- | ---------------- | ------- | ----------- | --------------------- | -------------------- | ---------- |
|                | L 4.01.01 | Ill- und Theeltal                                               | 100              | 390103  | Position    | Landkreis Neunkirchen | 30. September 1988   | Verordnung |
|                | L 4.01.02 | Eppelborn – Kesselwald – Kepp                                   | 314              | 390050  | Position    | Landkreis Neunkirchen | 30. September 1988   | Verordnung |
|                | L 4.01.03 | Habach – Umgebung                                               | 308              | 390084  | Position    | Landkreis Neunkirchen | 30. September 1988   | Verordnung |
|                | L 4.01.04 | Steinrausche                                                    | 253              | 390378  | Position    | Landkreis Neunkirchen | 30. September 1988   | Verordnung |
|                | L 4.01.05 | Klingelfloss – Finkenrech                                       | 856              | 390128  | Position    | Landkreis Neunkirchen | 30. September 1988   | Verordnung |
|                | L 4.01.06 | Wiesbach – Schwarzenheller                                      | 78               | 390426  | Position    | Landkreis Neunkirchen | 30. September 1988   | Verordnung |
| weitere Bilder | L 4.01.07 | Dirmingen – alte Ziegelei                                       | 106              | 390034  | Position    | Landkreis Neunkirchen | 30. September 1988   | Verordnung |
|                | L 4.01.08 | Frankenbach – Kaselswald                                        | 214              | 390056  | Position    | Landkreis Neunkirchen | 30. September 1988   | Verordnung |
|                | L 4.02.01 | Illingen – Bamsterwald                                          | 188              | 390108  | Position    | Landkreis Neunkirchen | 30. September 1988   | Verordnung |
|                | L 4.02.02 | Illingen – „Zu den Rechen“                                      | 25               | 390106  | Position    | Landkreis Neunkirchen | 30. September 1988   | Verordnung |
|                | L 4.02.03 | Illingen – Schwarzenheller                                      | 65               | 390111  | Position    | Landkreis Neunkirchen | 30. September 1988   | Verordnung |
|                | L 4.02.04 | Illingen – Hirzweiler/Welschbach                                | 304              | 390109  | Position    | Landkreis Neunkirchen | 30. September 1988   | Verordnung |
|                | L 4.02.05 | Illingen – Wustweiler/Hirzweiler                                | 433              | 390107  | Position    | Landkreis Neunkirchen | 30. September 1988   | Verordnung |
|                | L 4.02.06 | Illingen – Malzbach                                             | 76               | 390110  | Position    | Landkreis Neunkirchen | 30. September 1988   | Verordnung |
|                | L 4.02.07 | Hüttigweiler – Zeisweiler                                       | 56               | 390102  | Position    | Landkreis Neunkirchen | 30. September 1988   | Verordnung |
|                | L 4.03.01 | Ottweiler – Mainzweiler                                         | 841              | 390337  | Position    | Landkreis Neunkirchen | 30. September 1988   | Verordnung |
|                | L 4.03.02 | Ottweiler, Auf dem Kopf im Krummen Kehr                         | 23               | 390332  | Position    | Landkreis Neunkirchen | 30. September 1988   | Verordnung |
|                | L 4.03.03 | Ottweiler – Bliesaue                                            | 21               | 390335  | Position    | Landkreis Neunkirchen | 30. September 1988   | Verordnung |
|                | L 4.03.04 | Ottweiler, Steinbach, Ostertal                                  | 1988             | 390333  | Position    | Landkreis Neunkirchen | 30. September 1988   | Verordnung |
|                | L 4.03.05 | Ottweiler-Fürth, Auf der Hardt                                  | 164              | 390336  | Position    | Landkreis Neunkirchen | 30. September 1988   | Verordnung |
|                | L 4.03.06 | Ottweiler, Zwischen Hangarder Weg und Maisbach                  | 53               | 390334  | Position    | Landkreis Neunkirchen | 30. September 1988   | Verordnung |
|                | L 4.04.01 | Itzenplitz – Altsteigerhaus – Jungenwald                        | 451              | 390116  | Position    | Landkreis Neunkirchen | 30. September 1988   | Verordnung |
|                | L 4.04.02 | Merchtal                                                        | 74               | 390215  | Position    | Landkreis Neunkirchen | 25. September 1989   | Verordnung |
|                | L 4.04.03 | Illaue südlich von Rassweiler                                   | 18               | 390104  | Position    | Landkreis Neunkirchen | 25. September 1989   | Verordnung |
|                | L 4.04.04 | Illaue zwischen Mühlengrabenweg und Bundesbahn in Wemmetsweiler | 20               | 390105  | Position    | Landkreis Neunkirchen | 25. September 1989   | Verordnung |
|                | L 4.05.01 | Schiffweiler – Kobenwaeldchen                                   | 321              | 390361  | Position    | Landkreis Neunkirchen | 30. September 1988   | Verordnung |
|                | L 4.05.02 | Schiffweiler – Am Kraemerberg                                   | 35               | 390359  | Position    | Landkreis Neunkirchen | 30. September 1988   | Verordnung |
|                | L 4.05.03 | Schiffweiler – Rombach                                          | 35               | 390362  | Position    | Landkreis Neunkirchen | 30. September 1988   | Verordnung |
|                | L 4.05.04 | Schiffweiler-Ziegelhütte – Nudental                             | 129              | 390364  | Position    | Landkreis Neunkirchen | 30. September 1988   | Verordnung |
|                | L 4.05.05 | Schiffweiler-Itzenplitz                                         | 253              | 390360  | Position    | Landkreis Neunkirchen | 30. September 1988   | Verordnung |
|                | L 4.05.06 | Ehem. Steinbruch Witt (Schiffweiler)                            | 3                | 390044  | Position    | Landkreis Neunkirchen | 30. September 1988   | Verordnung |
|                | L 4.05.07 | Schiffweiler – Schmalwies                                       | 2                | 390363  | Position    | Landkreis Neunkirchen | 30. September 1988   | Verordnung |
|                | L 4.06.01 | Großer Hirschberg                                               | 169              | 390080  | Position    | Landkreis Neunkirchen | 30. September 1988   | Verordnung |
|                | L 4.06.02 | Zoo (NK)                                                        | 18               | 390430  | Position    | Landkreis Neunkirchen | 30. September 1988   | Verordnung |
|                | L 4.06.03 | Rübenkoepfchen                                                  | 26               | 390353  | Position    | Landkreis Neunkirchen | 30. September 1988   | Verordnung |
|                | L 4.06.04 | Kasbruch                                                        | 252              | 390121  | Position    | Landkreis Neunkirchen | 30. September 1988   | Verordnung |
|                | L 4.06.05 | Menschenhaus – Silbersandquelle                                 | 1179             | 390214  | Position    | Landkreis Neunkirchen | 30. September 1988   | Verordnung |
|                | L 4.06.06 | Geissheck                                                       | 229              | 390067  | Position    | Landkreis Neunkirchen | 30. September 1988   | Verordnung |
|                | L 4.06.07 | Binsenthal                                                      | 160              | 390014  | Position    | Landkreis Neunkirchen | 30. September 1988   | Verordnung |
|                | L 4.06.08 | Spieser Hoehe – Weiherbach                                      | 99               | 390372  | Position    | Landkreis Neunkirchen | 30. September 1988   | Verordnung |
|                | L 4.06.09 | Hangard – Münchwies                                             | 412              | 390088  | Position    | Landkreis Neunkirchen | 30. September 1988   | Verordnung |
|                | L 4.06.10 | Eberstein und Maykesselkopf                                     | 422              | 390043  | Position    | Landkreis Neunkirchen | 30. September 1988   | Verordnung |
|                | L 4.06.11 | Baltersbacherhof – Bauershaus                                   | 571              | 390008  | Position    | Landkreis Neunkirchen | 30. September 1988   | Verordnung |
|                | L 4.06.12 | Osteraue bei Hangard                                            | 6                | 390329  | Position    | Landkreis Neunkirchen | 8. Februar 1991      | Verordnung |
|                | L 4.06.13 | In der Meisbach                                                 | 46               | 390115  | Position    | Landkreis Neunkirchen | 8. Februar 1991      | Verordnung |
|                | L 4.06.14 | Bliesaue bei Wiebelskirchen                                     | 103              | 390017  | Position    | Landkreis Neunkirchen | 8. Februar 1991      | Verordnung |
|                | L 4.07.01 | Baeckerwaeldchen, Kleberbach, Mühlental (Spiesen-Elversberg)    | 486              | 390007  | Position    | Landkreis Neunkirchen | 30. September 1988   | Verordnung |
|                | L 4.07.02 | Ruhbachtal – Kirchendick (Spiesen-Elversberg)                   | 93               | 390354  | Position    | Landkreis Neunkirchen | 30. September 1988   | Verordnung |

Anmerkung
1. ↑  Die Koordinaten entsprechen dem Mittelpunkt eines Rechtecks, das die Grenzen des Landschaftsschutzgebietes einrahmt. Aufgrund der Form eines Areals können sie auch außerhalb des eigentlichen Gebietes liegen. Die Tabellenspalte WDPA-ID gibt die genauen Grenzen an.